# アンドレアス・アッヒェンバッハ
アンドレアス・アッヘンバッハ（Andreas Achenbach、1815年9月29日 - 1910年4月1日）はドイツの風景画家である。19世紀末のイギリスの人物事典、Chambers Biographical Dictionaryによれば "he was regarded as the father of 19th century German landscape painting."（「19世紀のドイツの風景画の父とされている」）

## 略歴
カッセルに生まれた。父親は実業家で、デュッセルドルフで醸造業や宿屋を経営していた。幼い年から美術教育を受け12歳の1827年からデュッセルドルフ美術アカデミーで、フリードリッヒ・ヴィルヘルム・フォン・シャドーのもとで学び始めた。1832年にはオランダを旅し、17世紀の風景画家、ヤーコプ・ファン・ロイスダールの作品に影響を受け、オランダの海岸の風景を描いた。1835年以降、ミュンヘンやフランクフルトで活動し、デンマーク(ホルシュタイン公国)生まれの風景画家、ルイス・グルリット（Louis Gurlitt）の影響を受けて、写実的な風景画を描くことになった。
弟のオスヴァルト・アッヘンバッハ（Oswald Achenbach:1827–1905）も風景画家となり、イタリアの風景を多く残した。

## 作品

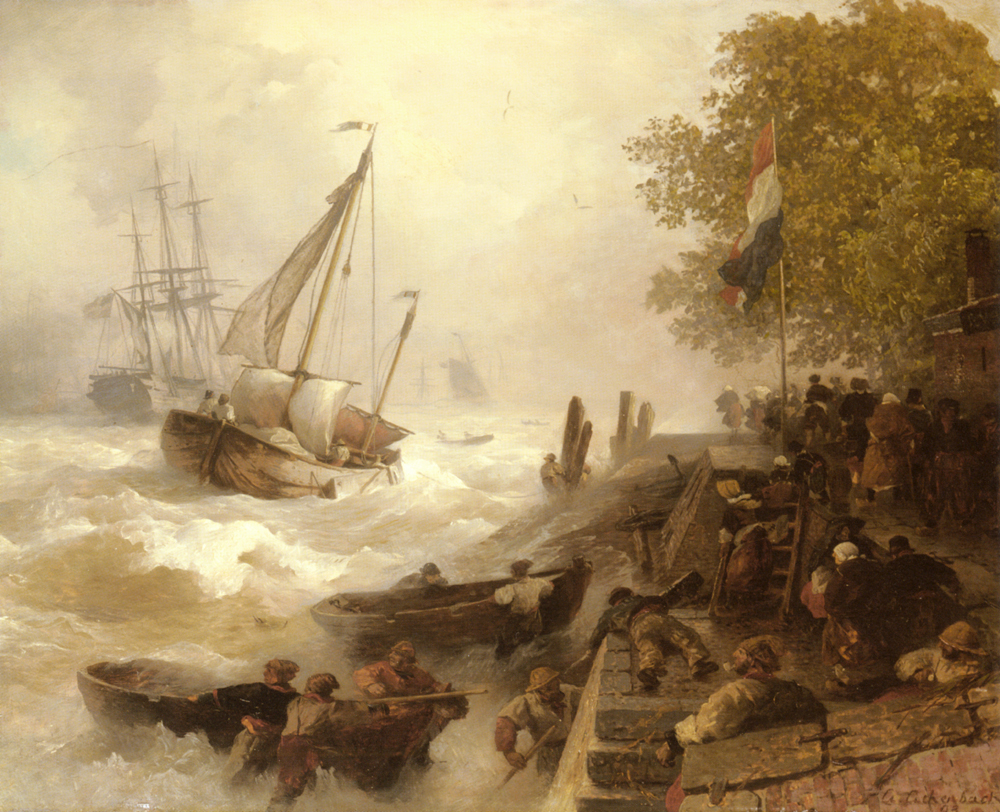
「荒海から港への帰還」
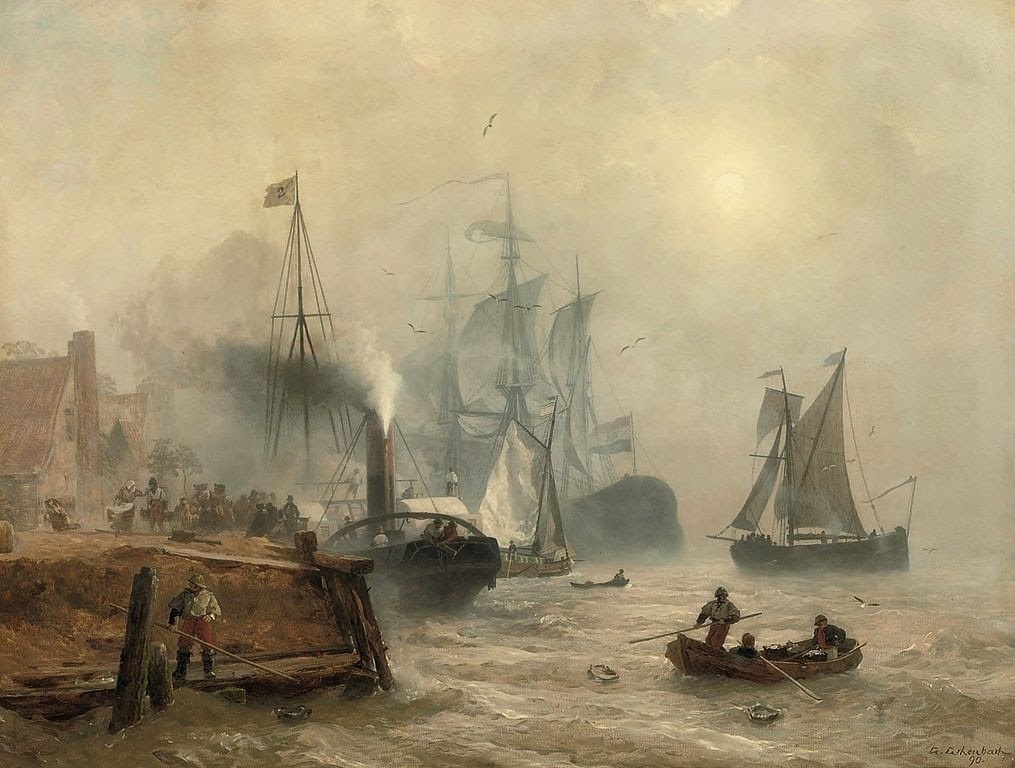
「港の風景」
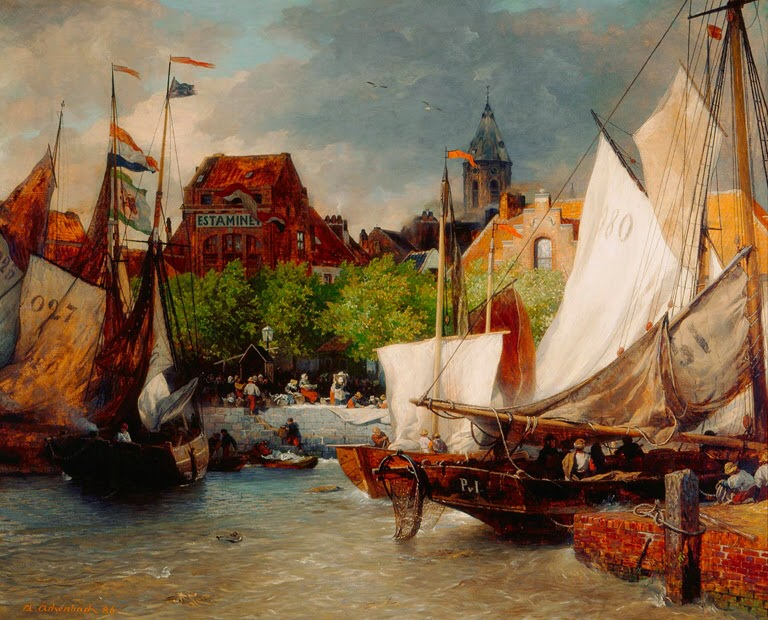
「オーステンデの魚市場」
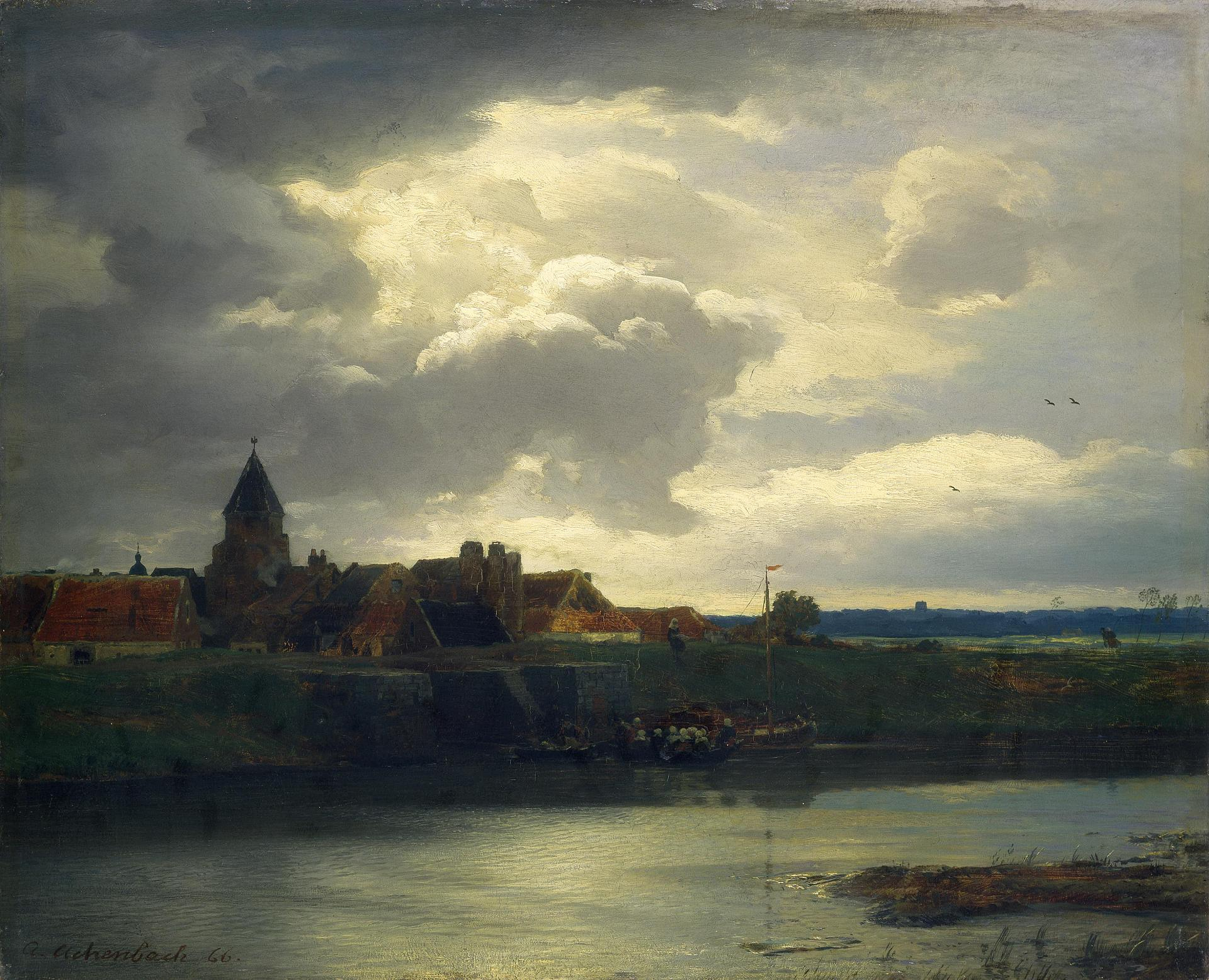
「河の風景」
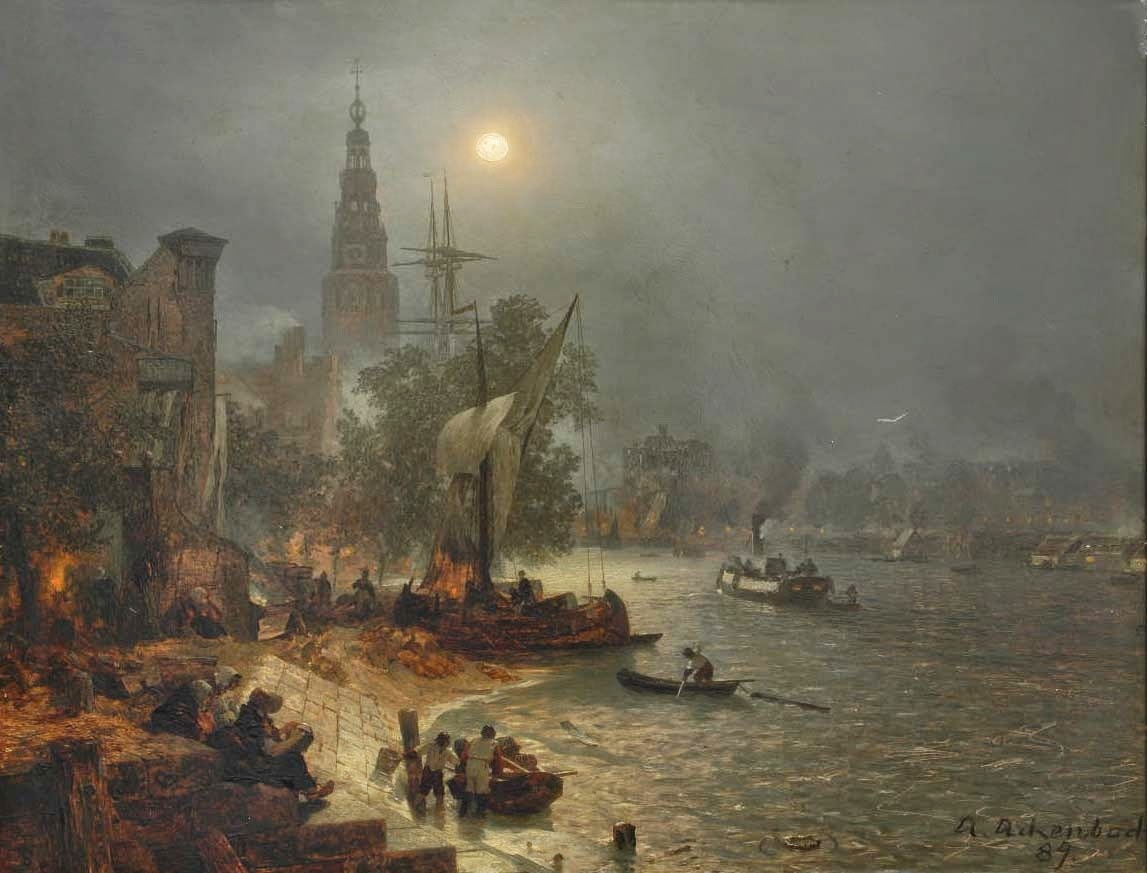
「アムステルダムの夜景」
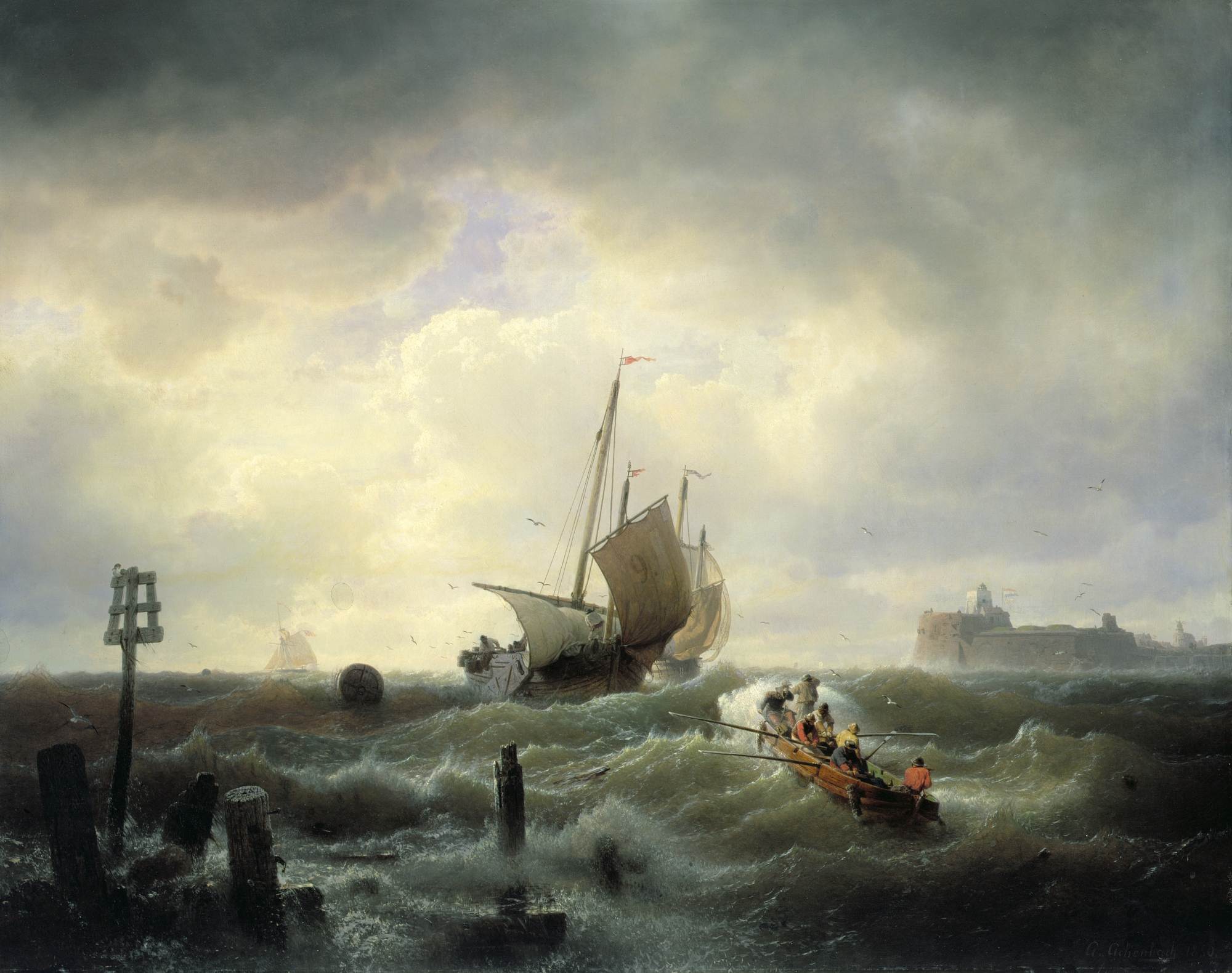
Hellevoetsluys港の港口
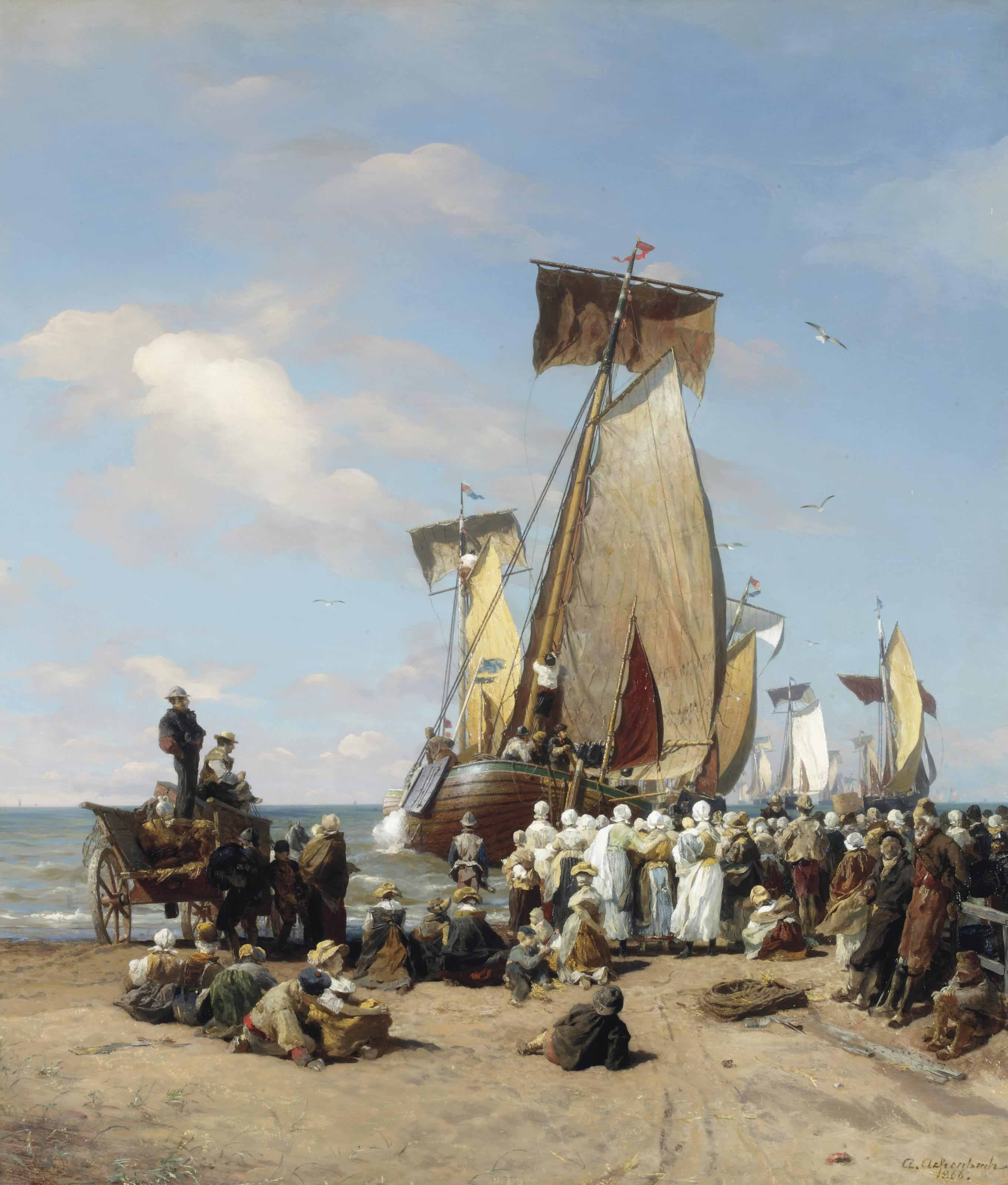
ニシン船団の出発
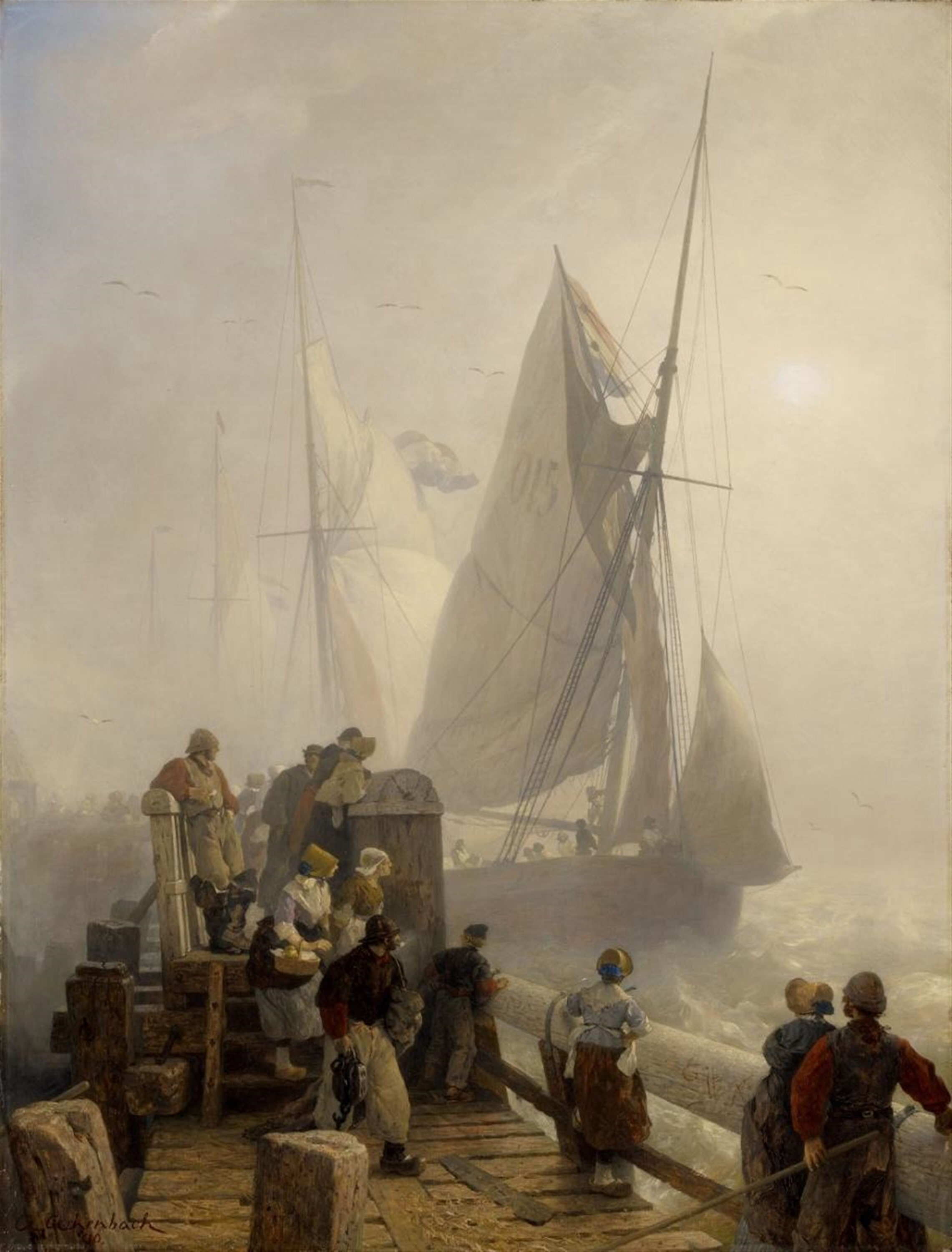
オランダの港に入港する船
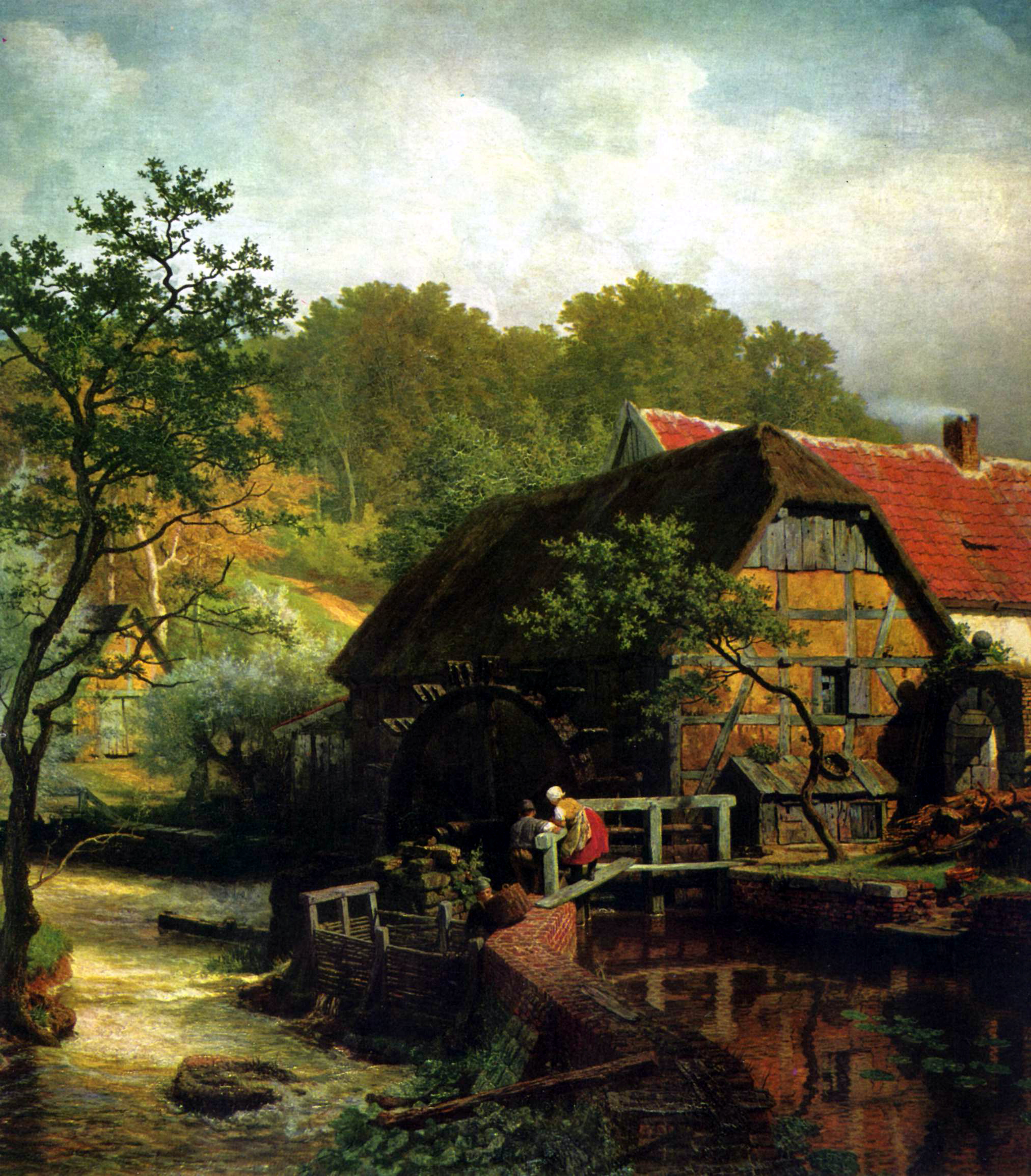
Westphaliaの水車 (1863)
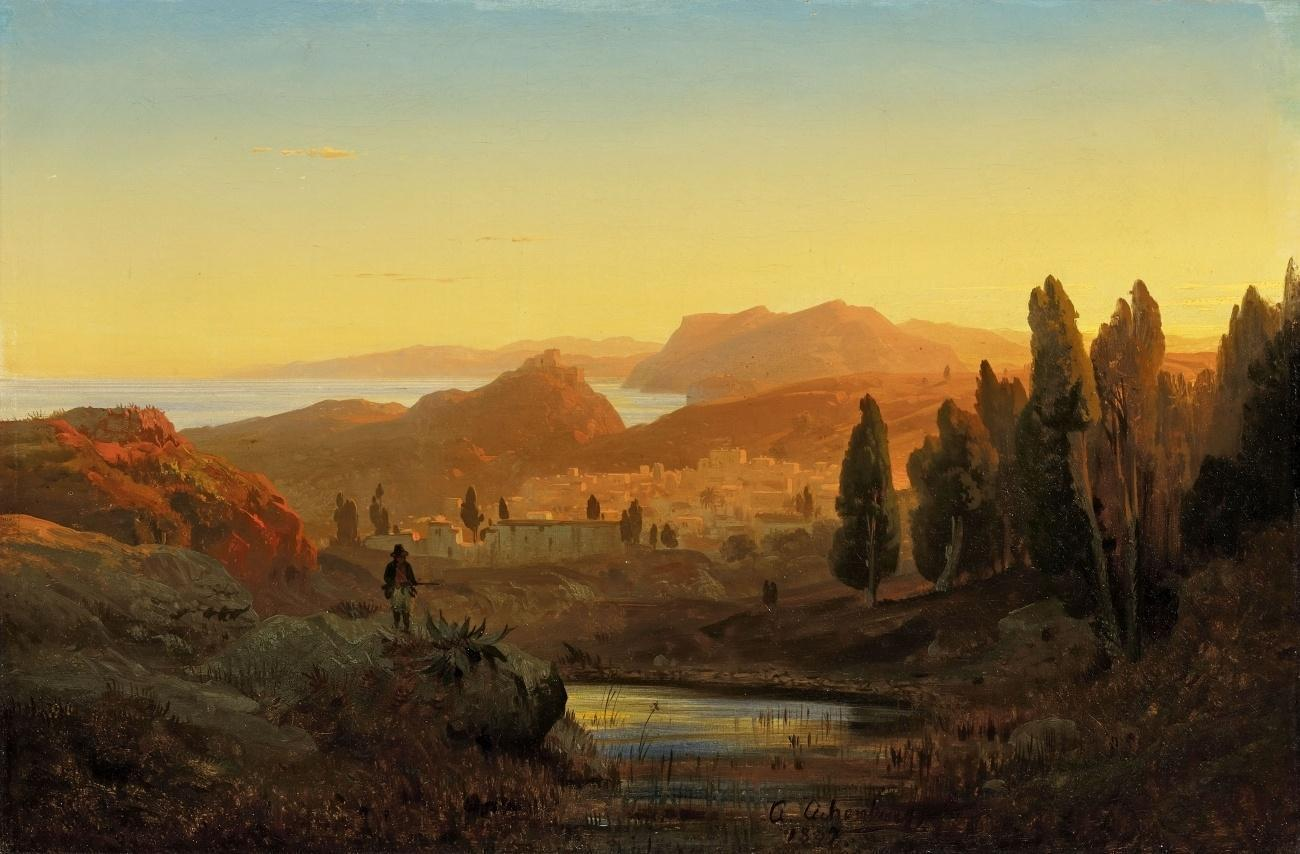
イタリアの風景 (1847)
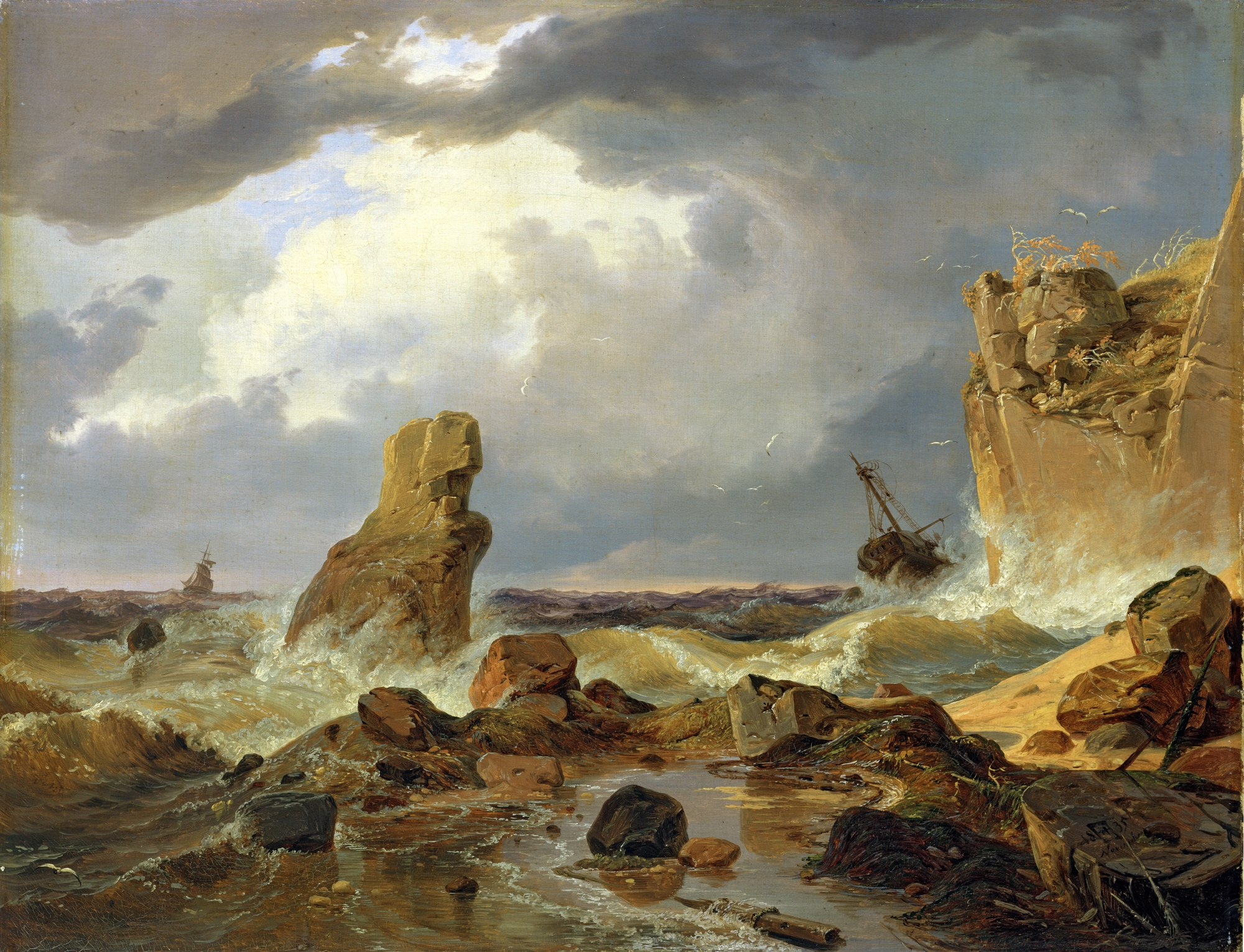
岩のある海岸 (1835)
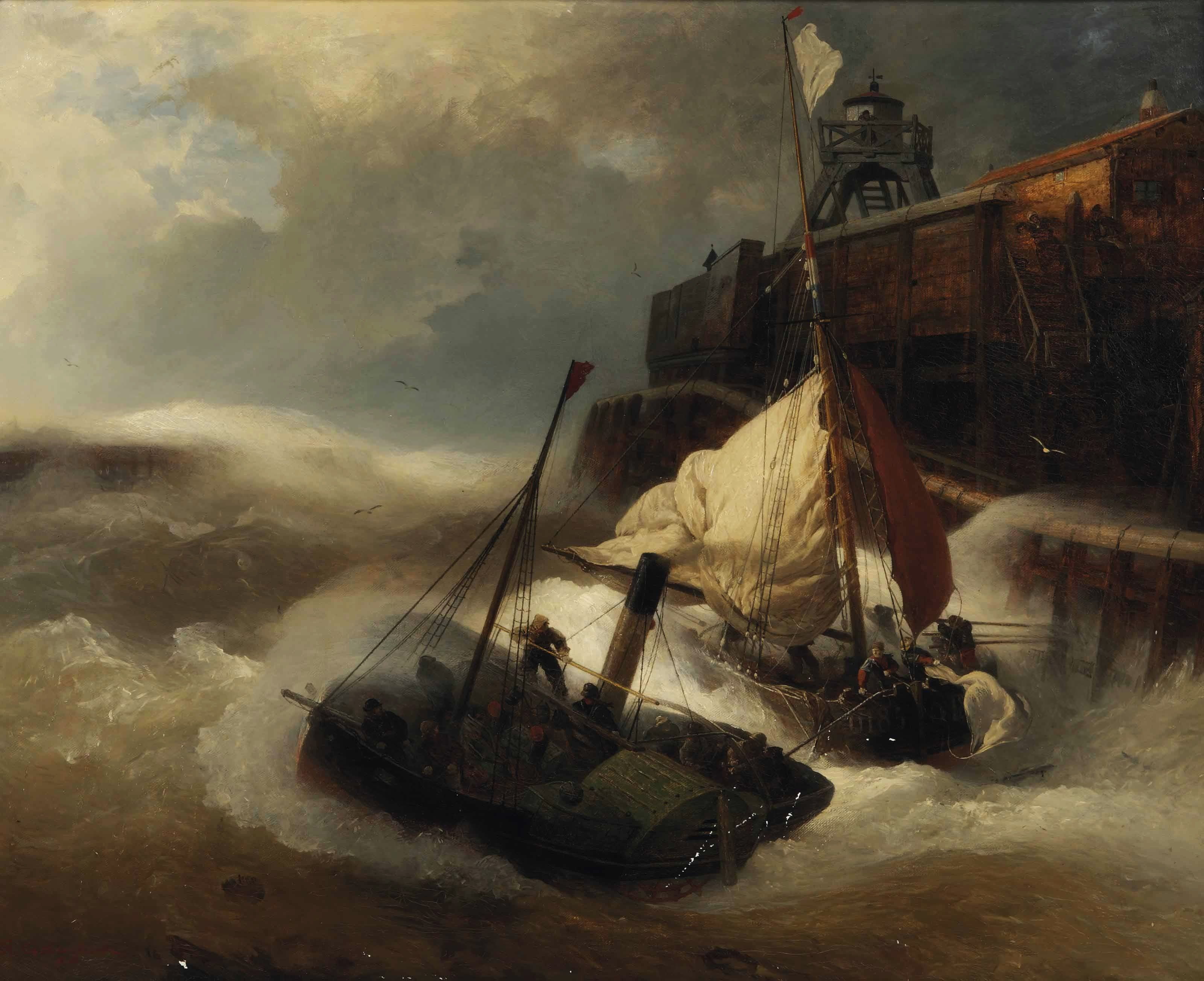
荒波と戦う人々 (1888)